# Henri de Baillet-Latour

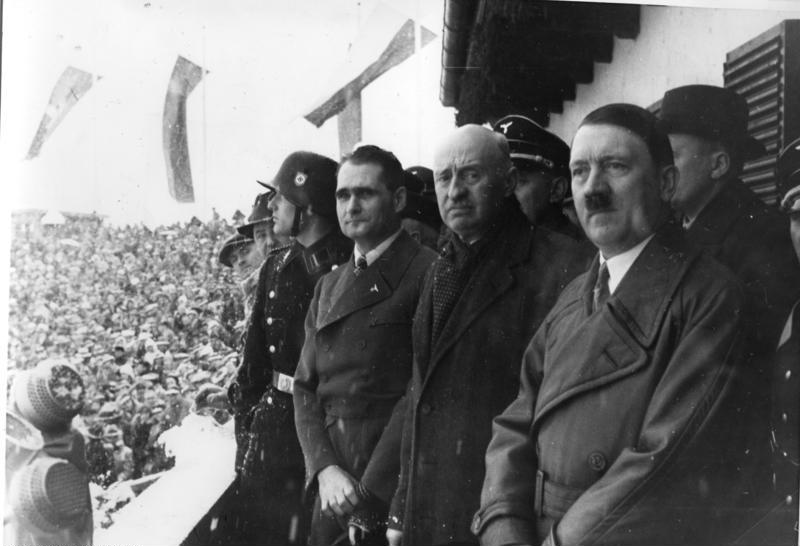
Rudolf Heß, Henri de Baillet-Latour y Adolf Hitler durante la ceremonia de apertura de los Juegos Olímpicos de Garmisch-Partenkirchen 1936.

Henri de Baillet-Latour (más formalmente, Henri comte de Baillet-Latour; Bruselas, 1 de marzo de 1876 - Ixelles, 6 de enero de 1942) fue un aristócrata belga y el tercer presidente del Comité Olímpico Internacional (COI).
De Baillet-Latour se convirtió en miembro del COI en 1903 y, posteriormente, cofundó el Comité Olímpico belga. Fue uno de los organizadores de los Juegos Olímpicos de Amberes 1920, que no se adjudicaron hasta 1919. A pesar del corto plazo de preparación y la situación de Bélgica tras la recientemente terminada Primera Guerra Mundial, los Juegos fueron considerados un éxito.
Cuando el fundador de los Juegos Olímpicos modernos, el barón Pierre de Coubertin, dimitió como presidente en 1925, Baillet-Latour fue elegido para sucederle. Dirigió el COI hasta su muerte en 1942, cuando fue sucedido por el vicepresidente Sigfrid Edström.
| Predecesor: Pierre de Coubertin | Presidente del COI 1925-1942 | Sucesor: Sigfrid Edström |